# Randy Mamola
Randy Mamola   (San José, 10 de novembre de 1959) és un antic pilot de motociclisme nord-americà que va competir al campionat del món de motociclisme entre 1979 i 1992. Guanyador de 13 Grans Premis en la categoria "reina" (500cc), va ser un dels pilots més carismàtics de la seva generació i va gaudir de gran popularitat entre els aficionats gràcies a la seva interacció amb ells, tant a dins com a fora de les curses, i el seu estil de pilotatge agressiu i enèrgic.
Durant la seva carrera de tretze anys al mundial de 500cc, Mamola va ser-ne subcampió del món quatre vegades (1980, 1981, 1984 i 1987) i va formar part dels equips oficials de Yamaha, Suzuki, Honda i Cagiva. Les seves 13 victòries i 57 podis en Grans Premis a la classe reina el converteixen en un dels més grans de la història del motociclisme malgrat no haver guanyat mai el títol de campió. L'any 2000 va ser incorporat al Saló de la Fama de la Motocicleta de l'AMA i el 2018, al Saló de la Fama de MotoGP.
Després de la seva carrera com a pilot, Mamola es va involucrar en les obres filantròpiques i va ajudar a fundar l'organització benèfica Riders for Health i, més recentment, Two Wheels for Life. Actualment treballa com a comentarista esportiu de televisió.

## Carrera esportiva
De petit, Randy Mamola volia ser músic i a 10 anys va començar a tocar en una banda. Tanmateix, en fer els 12 el seu interès es va centrar en les curses de motocicletes; idolatrava el seu compatriota del nord de Califòrnia, Kenny Roberts. Aviat va començar a competir en curses de dirt track pel nord de Califòrnia i a 14 anys va obtenir el patrocini de Yamaha. Més tard es va centrar en les curses de carretera sota l'entrenament de l'antic pilot Ron Grant. Va disputar la seva primera cursa internacional el 1977 quan Grant el va portar a competir a les Marlboro Series de Nova Zelanda, on Mamola va causar bona impressió.
El 1977, Randy Mamola es va graduar a l'escola secundària i va començar a competir professionalment en el campionat AMA de velocitat de 250cc, on acabà com a subcampió darrere de David Emde. En el seu segon any, el 1978, va guanyar el títol i va començar a mostrar detalls que recordaven Kenny Roberts, de manera que va ser batejat popularment com a "Baby Kenny". La seva actuació li va valdre un lloc a l'equip nord-americà per a les curses del Trofeu Transatlàntic de 1979, un campionat que enfrontava els millors pilots britànics amb els millors nord-americans amb motocicletes de 750cc en una sèrie de sis curses a Anglaterra. Com a pilot de 250cc, no s'esperava que Mamola fos un dels millors amb les motocicletes de 750cc, però va sorprendre tothom en acabar el campionat en segon lloc darrere del seu compatriota Mike Baldwin i davant de l'excampió del món i millor britànic, Barry Sheene.
Mamola va debutar al campionat del món de 250cc el 1979 amb una Bimota amb motor Yamaha, però després de la manca d'entesa amb els seus patrocinadors italians va canviar a una Yamaha TZ-250 patrocinada per Serge Zago. Quan el pilot de 500cc de Zago, Mike Baldwin, es va lesionar a mitja temporada, Mamola es va fer càrrec de la Suzuki RG 500 de l'equip. Tot i competir en només la meitat de les curses de 500cc va aconseguir dos segons llocs: un al Gran Premi de Finlàndia i l'altre, just davant del seu ídol de la infància Kenny Roberts, al Gran Premi de França després d'haver-lo liderat durant cinc voltes abans de ser superat per Barry Sheene. Va acabar la seva temporada de debut en quart lloc a la classe de 250cc i vuitè a la de 500cc.

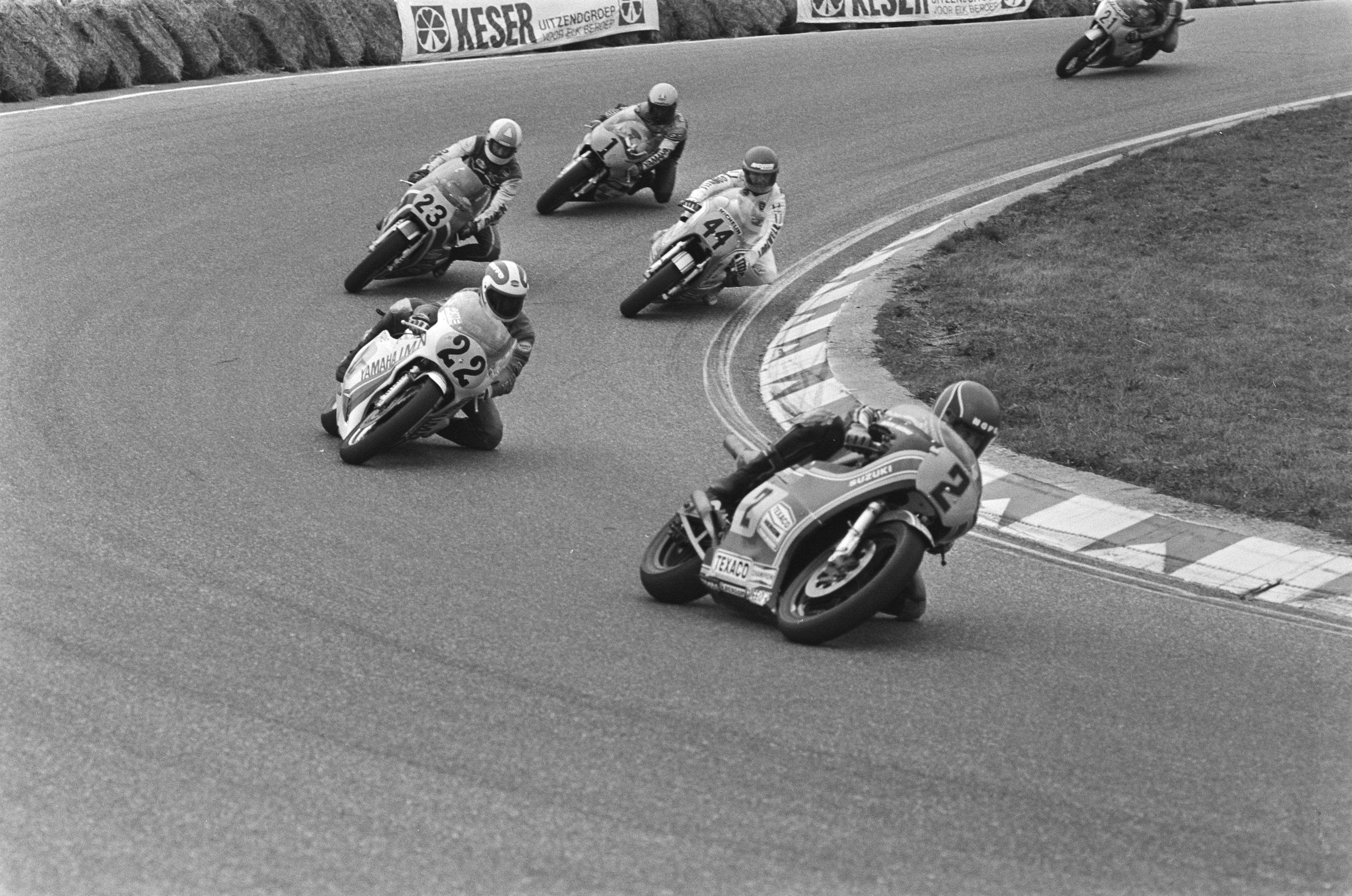
Mamola (2) davant de Jack Middelburg (22), Wil Hartog (44) i Kenny Roberts (1) en una cursa de 500cc al circuit de Zandvoort el 1980

La seva excepcional temporada com a debutant li va valdre el patrocini complet de l'equip de fàbrica de Suzuki per a la temporada de 1980, on ocupà la plaça deixada per Barry Sheene, que va passar a córrer amb una Yamaha privada. Mamola va guanyar el seu primer Gran Premi de 500cc a Bèlgica aquell any mateix, esdevenint el guanyador de 500cc més jove de la història amb 20 anys i 239 dies (el rècord anterior l'havia establert Mike Hailwood el 1961 amb 21 anys i 75 dies). El seu rècord seria batut el 1982 per Freddie Spencer, amb 20 anys i 196 dies. Mamola va guanyar de nou al Gran Premi de Gran Bretanya i va acabar la seva segona temporada en un impressionant segon lloc a la classificació final del mundial darrere de Kenny Roberts. A més, va acabar l'any amb una victòria a la prestigiosa Race of the Year de Mallory Park.
El 1981, Mamola va començar la temporada amb força amb dues victòries i dos segons llocs que el van encimbellar al lideratge del campionat, però després, Marco Lucchinelli l'hi va prendre amb quatre victòries en les cinc curses següents i es va proclamar campió del món. Mamola va ser subcampió una vegada més, però tenia només 21 anys i molts observadors van pensar que era qüestió de temps abans no guanyés per fi el títol.
Un pèssim inici de temporada el 1982 va fer que Mamola amb prou feines acumulés punts, però finalment es va recuperar i va obtenir dos segons llocs i una victòria en les tres últimes curses i va poder acabar sisè a la classificació final. La temporada de 1983 la van dominar Freddie Spencer (Honda) i Kenny Roberts (Yamaha). Mentre Spencer pilotava la nova Honda NS500 i Roberts la nova Yamaha YZR500 amb motor V4, Mamola continuava amb l'anteriorment superior Suzuki RG 500. La moto havia començat a acusar la seva edat, ja que la recerca de Suzuki d'una màquina lleugera i compacta havia portat a una infinitat de problemes de maniobrabilitat provocats per la flexió del prim tub del xassís d'alumini. Spencer i Roberts van guanyar 6 de les 12 curses de la temporada, mentre Mamola va aconseguir un respectable tercer lloc a la classificació final del campionat.

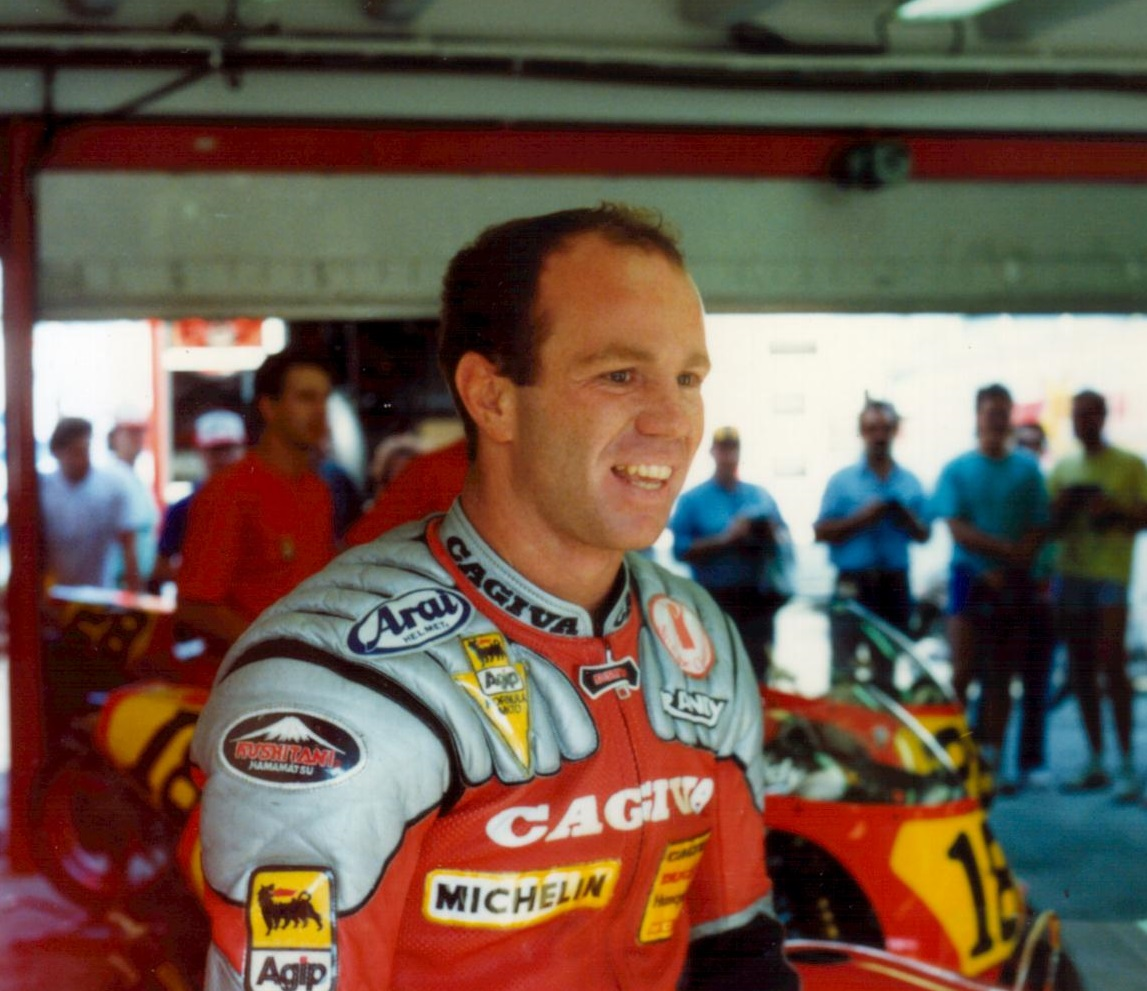
Mamola al GP d'Hongria el 1990

Un cop acabada la temporada de 1983, Suzuki es va retirar dels Grans Premis i Mamola es va quedar sense equip, però quan Freddie Spencer va patir una lesió durant la pretemporada de 1984 a les Trans-Atlantic Match Races, Honda el va contractar per al seu equip de fàbrica. Amb l'Honda NS 500, Mamola va ser segon darrere d'Eddie Lawson al Gran Premi d'Espanya de 1984 en el seu debut amb la marca. En total va guanyar tres de les cinc últimes curses de la temporada, entre elles el Gran Premi de Gran Bretanya a Silverstone amb la nova Honda NSR500 V4 que innovava amb un xassís invertit amb el dipòsit de combustible sota el motor i els tubs d'escapament dirigits per sobre del motor. La NSR500 del primer any va rebre crítiques per la seva pobra maniobrabilitat, que era palesa tan punt la càrrega de combustible es buidava durant les curses i alterava la distribució de pes del xassís. Malgrat l'empenta de final de temporada, Mamola va acabar segon al campionat darrere de Lawson. Era el tercer subcampionat del món de 500cc de la seva carrera.
Mamola va protagonitzar una temporada decebedora el 1985, en què Spencer i Lawson van dominar el campionat, però tot i així va aconseguir guanyar el Gran Premi dels Països Baixos. Aquell any, Mamola va fer una de les aturades més miraculoses de la història del campionat al Gran Premi de San Marino: quan el seu pneumàtic posterior va perdre i recuperar de sobte tracció, Mamola va ser llançat cap endavant per sobre del manillar; en una mostra impressionant de força i perseverança, l'americà va agafar fermament el manillar mentre les cames li penjaven al costat dret de la motocicleta. Va mantenir la motocicleta en posició vertical mentre sortia de la pista abans que pogués girar la cama esquerra cap a la moto i recuperar-ne el control.

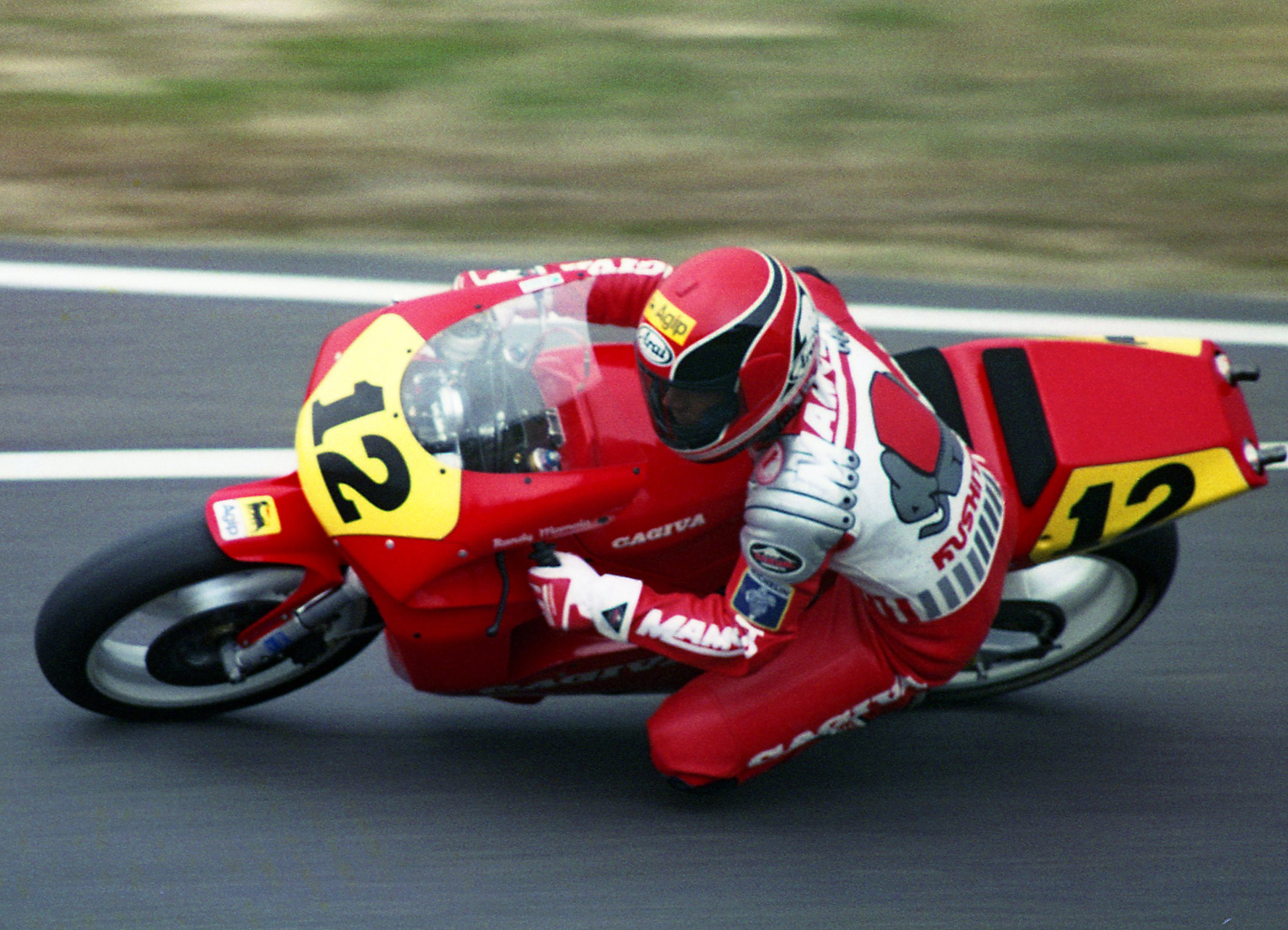
Mamola amb la Cagiva C589 el 1989

El 1986, Randy Mamola va entrar a l'equip Kenny Roberts-Yamaha, acabat de crear. Amb una YZR-500 va guanyar el Gran Premi de Bèlgica i va obtenir sis podis tot acabant la temporada en tercer lloc final darrere d'Eddie Lawson i Wayne Gardner. Al Gran Premi de França, Mamola anava segon a l'última volta quan va fer un "stoppie" (una aturada momentània per donar emoció a la cursa) just abans de travessar la línia de meta. Tot i no haver-lo fet perdre cap posició, aquesta acció va indignar a Roberts, que la va considerar una irresponsabilitat en uns moments en què les curses de motociclisme entraven en una època de màxima professionalitat, amb patrocinis milionaris. Mamola va començar la temporada de 1987 amb una victòria al Gran Premi del Japó, però després Gardner va empalmar una ratxa de victòries, amb quatre als cinc següents Grans Premis, i li va prendre el liderat del campionat. Tot i aconseguir dues victòries més als Grans Premis de França i San Marino, a més de nou podis, Mamola va tornar a acabar la temporada en segona posició, aquest cop darrere de Gardner. Roberts va decidir renovar el seu equip per a la temporada següent i va substituir Mamola i Baldwin per Wayne Rainey i Kevin Magee, més joves.
De cara a 1988, doncs, Mamola va entrar a Cagiva per a col·laborar en el desenvolupament de la nova Cagiva C589. Va romandre amb la marca italiana durant tres anys, però la manca de pressupost va dificultar l'èxit de l'equip. Després d'abandonar les curses a la temporada de 1991, Mamola encara hi va tornar un darrer any el 1992 amb una Yamaha amb suport privat. Aquell any va obtenir el seu darrer podi (un tercer lloc al Gran Premi d'Hongria) i va acabar el mundial en desè lloc.

## Retirada

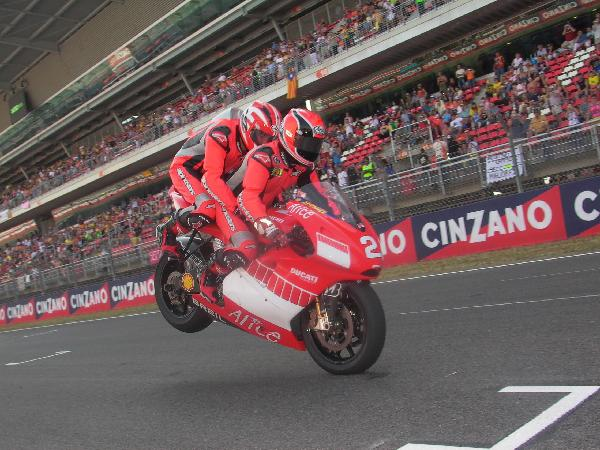
Mamola amb un passatger amb la seva Ducati de selló doble al circuit de Catalunya el 2006

Un cop retirat de la competició, Randy Mamola va continuar involucrat en les curses ajudant a Yamaha a desenvolupar les seves motocicletes de competició com a pilot de proves. Més tard va fer de comentarista de televisió als Grans Premis i de columnista per a diverses revistes de motociclisme.
Mamola va començar la seva tasca benèfica mentre encara corria, el 1986, quan es va involucrar amb el programa benèfic Save the Children. Aquesta experiència el va portar a convertir-se en cofundador de Riders for Health, una organització que proporciona motocicletes, ambulàncies i altres vehicles de quatre rodes per a oferir assistència sanitària a llocs remots de set països d'Àfrica. L'organització també ofereix formació en manteniment de vehicles per a ajudar a assegurar l'arribada d'assistència mèdica.
Mamola és el cap visible de l'organització benèfica als esdeveniments d'esports de motor a tot el món i ajuda a recaptar fons sol·licitant donacions d'articles com ara cascs, guants i altres objectes als pilots de MotoGP per a subhastar-los. Entre les seves activitats recaptadores hi ha la d'oferir una volta ràpida a un circuit com a passatger al seu darrere en una Ducati especial de MotoGP de dues places.

## Resultats al Mundial de motociclisme
Font:
Barem de puntuació de 1969 a 1987:
| Posició | 1  | 2  | 3  | 4 | 5 | 6 | 7 | 8 | 9 | 10 |
| Punts   | 15 | 12 | 10 | 8 | 6 | 5 | 4 | 3 | 2 | 1  |

Barem de puntuació de 1988 a 1991:
| Posició | 1  | 2  | 3  | 4  | 5  | 6  | 7 | 8 | 9 | 10 | 11 | 12 | 13 | 14 | 15 |
| Punts   | 20 | 17 | 15 | 13 | 11 | 10 | 9 | 8 | 7 | 6  | 5  | 4  | 3  | 2  | 1  |

Barem de puntuació de 1992:
| Posició | 1  | 2  | 3  | 4  | 5 | 6 | 7 | 8 | 9 | 10 |
| Punts   | 20 | 15 | 12 | 10 | 8 | 6 | 4 | 3 | 2 | 1  |

(Ids. Grans Premis | Llegenda) (Curses en negreta indiquen pole; curses en  itàlica indiquen volta ràpida)
| Any  | Categoria | Equip               | Moto   | 1      | 2      | 3      | 4      | 5       | 6      | 7      | 8       | 9      | 10     | 11     | 12     | 13     | 14     | 15     | Punts | Posició | Victòries |
| ---- | --------- | ------------------- | ------ | ------ | ------ | ------ | ------ | ------- | ------ | ------ | ------- | ------ | ------ | ------ | ------ | ------ | ------ | ------ | ----- | ------- | --------- |
| 1979 | 250cc     | Bimota-Adriatica    | Bimota | VEN 5  |        | GER 2  | NAT 2  |         |        |        |         |        |        |        |        |        |        |        | 64    | 4t      | 0         |
| 1979 | 250cc     | Zago-Yamaha         | TZ250  |        |        |        |        | ESP 8   | YUG 10 | NED 7  | BEL -   | SWE -  | FIN -  | GBR 2  | CZE 5  | FRA 4  |        |        | 64    | 4t      | 0         |
| 1979 | 500cc     | Zago-Suzuki         | RG500  | VEN -  | AUT -  | GER -  | NAT -  | ESP -   | YUG -  | NED 13 | BEL DNS | SWE 6  | FIN 2  | GBR -  |        | FRA 2  |        |        | 29    | 8è      | 0         |
| 1980 | 500cc     | Heron-Suzuki        | RG500  | NAT NC | ESP 3  | FRA 2  | NED 5  | BEL 1   | FIN 4  | GBR 1  | GER 5   |        |        |        |        |        |        |        | 72    | 2n      | 2         |
| 1981 | 500cc     | Heron-Suzuki        | RG500  | AUT 1  | GER 2  | NAT NC | FRA 2  | YUG 1   | NED NC | BEL 3  | SM 4    | GBR 3  | FIN 2  | SWE 13 |        |        |        |        | 94    | 2n      | 2         |
| 1982 | 500cc     | HB-Suzuki           | RG500  | ARG NC | AUT 7  | FRA -  | ESP -  | NAT -   | NED 5  | BEL 5  | YUG 7   | GBR 5  | SWE 2  | SM 2   | GER 1  |        |        |        | 65    | 6è      | 1         |
| 1983 | 500cc     | HB-Suzuki           | RG500  | RSA 5  | FRA NC | NAT 2  | GER 8  | ESP 4   | AUT 3  | YUG 2  | NED 4   | BEL 3  | GBR 3  | SWE 7  | SM 5   |        |        |        | 89    | 3r      | 0         |
| 1984 | 500cc     | HRC-Honda           | NS500  | RSA -  | NAT -  | ESP 2  | AUT 3  | GER 3   | FRA 3  | YUG 2  | NED 1   | BEL 2  |        | SWE NC | SM 1   |        |        |        | 111   | 2n      | 3         |
| 1984 | 500cc     | HRC-Honda           | NSR500 |        |        |        |        |         |        |        |         |        | GBR 1  |        |        |        |        |        | 111   | 2n      | 3         |
| 1985 | 500cc     | Rothmans-Honda      | NS500  | RSA 5  | ESP NC | GER 8  | NAT 4  | AUT 4   | YUG NC | NED 1  | BEL NC  | FRA 3  | GBR 5  | SWE 5  | SM 3   |        |        |        | 72    | 6è      | 1         |
| 1986 | 500cc     | Lucky Strike-Yamaha | YZR500 | ESP 4  | NAT 2  | GER 6  | AUT 3  | YUG 2   | NED 2  | BEL 1  | FRA 2   | GBR 5  | SWE 8  | SM 3   |        |        |        |        | 105   | 3r      | 1         |
| 1987 | 500cc     | Lucky Strike-Yamaha | YZR500 | JPN 1  | ESP 6  | GER 2  | NAT NC | AUT 2   | YUG 2  | NED 3  | FRA 1   | GBR 3  | SWE 3  | CZE 4  | SM 1   | POR 2  | BRA 3  | ARG 2  | 158   | 2n      | 3         |
| 1988 | 500cc     | Cagiva              | C588   | JPN NC | USA -  | ESP -  | EXP -  | NAT 7   | GER NC | AUT NC | NED NC  | BEL 3  | YUG 4  | FRA 6  | GBR 11 | SWE 10 | CZE NC | BRA NC | 58    | 12è     | 0         |
| 1989 | 500cc     | Cagiva              | C589   | JPN 16 | AUS NC | USA NC | ESP NC | NAT DNS | GER 12 | AUT NC | YUG 7   | NED 11 | BEL 23 | FRA 11 | GBR -  | SWE -  | CZE 11 | BRA 11 | 33    | 18è     | 0         |
| 1990 | 500cc     | Cagiva              | C590   | JPN NC | USA 7  | ESP -  | NAT 7  | GER 9   | AUT 10 | YUG NC | NED 18  | BEL NC | FRA 7  | GBR 6  | SWE NC | CZE 11 | HUN NC | AUS -  | 55    | 14è     | 0         |
| 1992 | 500cc     | Budweiser-Yamaha    | YZR500 | JPN 5  | AUS 8  | MAL 7  | ESP 8  | ITA 10  | EUR 9  | GER NC | NED 5   | HUN 3  | FRA 8  | GBR NC | BRA 10 | RSA NC |        |        | 45    | 10è     | 0         |